# 日本紅斑熱
日本紅斑熱（にほんこうはんねつ、英: Japanese spotted fever）は、リケッチアの一種である日本紅斑熱リケッチア （Rickettsia japonica) の感染によって引き起こされる感染症である。以前は東洋紅斑熱（とうようこうはんねつ、oriental spotted fever）とも呼ばれた。1984年に徳島県で発見された新興感染症であり、日本の関東以西の地域に見られる。ダニ媒介性疾患の一つであり、この病原菌を持ったマダニに刺されることによって感染する。日本では感染症予防法によって四類感染症に指定されている。

## 病原体
リケッチアの一種である、日本紅斑熱リケッチア（リケッチア・ジャポニカ）によって引き起こされる。
リケッチアは真正細菌の一グループであり、宿主となる他の生物の細胞の中でのみ増殖が可能な偏性細胞内寄生体である。このうちのいくつかの種はヒトに対して病原性を持つが、これらはワイル・フェリックス反応と呼ばれる、患者血清中に生じる抗体を利用した検査法を用いて鑑別することが可能であり、以下の3グループに大別される（括弧内はワイル・フェリックス反応のパターン）。日本紅斑熱リケッチアはこのうち、紅斑熱群リケッチアに分類される。
1. 発疹チフスまたは発疹熱を引き起こす発疹チフス群リケッチア（OX2:+, OX19:+++, OXK:-）
2. 紅斑熱を引き起こす紅斑熱群リケッチア（OX2:+++, OX19:+, OXK:-）
3. ツツガムシ病を引き起こすオリエンティア・ツツガムシ（Orientia tsutsugamushi、旧名ツツガムシ病リケッチア）（OX2:-, OX19:-, OXK:++）

## 感染経路
日本紅斑熱リケッチアは、他の紅斑熱群リケッチアと同様、森林に生息するマダニに感染しており、これらのマダニが「運び屋」（ベクター、媒介者）となって、ヒトに吸血した際にリケッチアを感染させると考えられている。
一般に森林性のマダニ類は、その一生を通じて1 - 3回（種によって異なる）のみ他の動物（鳥類や哺乳類などのいわゆる温血動物）から吸血を行い、その栄養を元にして、
1. 幼虫から若虫への脱皮
2. 若虫から成虫への脱皮
3. 交尾と産卵

を行う。この吸血の際に、保菌ダニから吸血された動物にリケッチアが伝達される。
その一方で、吸血された動物が本菌を保有している場合（リザーバーと呼ばれる）に保菌していないダニが吸血すると、リケッチアに感染する（ダニの有毒化）。複数回の吸血を行うマダニの場合は、リケッチアを持たない無毒の状態で生まれてきても、途中の吸血によって有毒化し、さらに別の動物（ヒトを含む）から吸血することで、リケッチアの伝染に関与することが知られている（ライム病も参照）。またこれに加えて、紅斑熱群リケッチアは親ダニから卵への垂直感染（経卵感染）も起こすことが知られており、生まれながらにして有毒なダニも存在している。
日本紅斑熱リケッチアでは、どの種類のマダニが媒介しているかについてはまだ不明な点もあるが、キチマダニ（Haemaphysalis flava）やフタトゲチマダニ（H. longicornis）、ヤマトマダニ（Ixodes ovatus）などがベクターとしての役割を担っている可能性が強く示唆されている。また、これらのマダニでの経卵感染によって保持されている（マダニがベクター兼リザーバー）だけでなく、小型のげっ歯類や野生のシカなどがリザーバーとして、自然環境中での本菌の保持に関与していることが示唆されている。

## 発見の歴史
1906年、ハワード・テイラー・リケッツは、北アメリカから中南米にかけて多く見られる疾患であるロッキー山紅斑熱の病原体を発見した。リケッツはその後、発疹チフス病原体の研究中に命を落としたが、その功績を讃えて、1916年にこれらの病原体はリケッチア（Rickettsia）と命名された。
その後、ユーラシア大陸に見られるシベリアマダニチフス（R. sibirica による）やボタン熱（R. conorii による）、オーストラリアに見られるクイーンズランドマダニチフス（R. australis による）などが、ロッキー山紅斑熱（ロッキー山紅斑熱リケッチア R. rickettii による）と同様のリケッチア症であることが見いだされ、紅斑熱群リケッチアは世界中の広い地域に亘る山麓、森林に分布していることが明らかになっていった。一方、日本では古くからの風土病としてツツガムシ病の発生が知られていたが、紅斑熱の存在は知られておらず、日本には固有の紅斑熱は存在しないと考えられていた。
1984年、徳島県で高熱と紅斑を伴う疾患が3例続いて発生した。馬原 (2007)の報告によると、その症状とダニによる刺し口などから当初はツツガムシ病が疑われたが、ワイル・フェリックス反応の結果ツツガムシ病ではなく、これまでに知られていない紅斑熱群に分類されるリケッチアによる感染症であることが明らかになり、日本紅斑熱（Japanese spotted fever）と名付けられた。1986年に病原体が分離され、R. japonicaと名付けられた。

## 疫学
日本の風土病であると考えられており、それ以外の国家での発生は見られていない。ただし、韓国南部での最初の発生事例が2006年に報告されている。日本国内では関東以西の地域でのみ発生が見られる。当初は中部地方以南の太平洋側の温暖な地域に見られたが、発生地域が拡大しており、2006年現在までに23府県から発生が報告されている。ただし本菌を媒介すると考えられているチマダニ類は、日本全国に生息することが知られており、本疾患が関東以西でのみ発生する理由はまだ判っていない。
日本紅斑熱は、マダニの刺咬によってのみヒトに感染するため、その発生にはマダニの生態や生息域が大きく関与する。発生時期は4 - 11月であり、特にマダニが吸血を行う夏期に集中している。媒介するマダニは森林や山地に生息するため、竹林や田畑での作業中の感染が多い。類似の疾患であるツツガムシ病と比較すると、ツツガムシ病は全国的に発生が見られ、発生時期は地域によって春から初夏にかけての時期（東北・北陸地方）と、秋（それ以南の地域）に集中して発生する傾向があり、両者の発生動向には違いが見られる。
1984年の発見以降、日本では年間10-60件程度の発生が報告されている。1994年までは10 - 20名程度であったが、1995年以降は年間40-60名程度に増加しており、2007年には98件が報告されている。
マダニの分布域の拡大や検査体制の充実などから感染報告は増加傾向にあり、2017年には337件、2018年には305件、2019年には318件（2019年は13人が死亡）が報告されている。

## 症状
他のダニ媒介性紅斑熱やツツガムシ病と同様である。
主要三徴候
発熱・発疹（特に紅斑、紅色の斑丘疹）・刺し口（マダニによる刺咬痕での痂皮形成）。特に発熱と発疹はほとんどの患者に見られる。発疹は痒みを伴わない。
多彩な症状
消化器症状（食欲不振、吐き気）、全身倦怠感、頭痛、関節痛
マダニによる吸血によってのみ媒介されるため、刺し口も必ず存在し、通常は1 - 2週間ほどの期間見られる。しかし刺し口が小さい場合には、数日で消えてしまったり、頭部など体毛で覆われた部分を刺されたときなどには刺し口が見つけづらいこともある。刺されて2 - 8日ころから頭痛や発熱、倦怠感、関節痛、筋肉痛などが起こる。発熱と同時、またはその前に紅色の斑丘疹が発生する。リンパ節の腫脹はあまり見られないが、斑丘疹と同時に見られる時は注意が必要である。
同じ紅斑熱群リケッチア症であるロッキー山紅斑熱に比べると症状は概ね軽度であるが、死亡例も存在する。ツツガムシ病との鑑別は難しいが、一般にツツガムシ病ではリンパ節腫脹がしばしば見られることや、ツツガムシ病では発疹が四肢よりも体幹部に多く見られること、ツツガムシ病の方が刺痕の痂皮部が大きい（しばしば1センチメートル以上）傾向があること、などの点で違いが現れることがある。
風疹の症状にも似ているが、ハイキングやキャンプから帰ったときなどにこうした症状が発生した場合、特にダニによる刺し傷がある場合には日本紅斑熱を疑う必要がある。マダニの仲間には吸血時にはかゆみや痛みを抑える物質を産生するものがあり、刺されたことに気付きにくいことがある。また刺し口が発見できないこともある点にも注意が必要である。
一般検査ではCRP陽性、白血球および血小板の減少、肝酵素、フェリチンの上昇が見られる。

## 治療
化学療法による治療が行われる。β-ラクタム系抗生物質は無効であるが、ツツガムシ病をはじめとした他のリケッチアと同様、テトラサイクリン系抗生物質が著効であり、第一選択薬として用いられる。またツツガムシ病とは異なり、ニューキノロン系抗菌薬も有効だとされている。ロッキー山紅斑熱と同様、迅速に治療を開始することが重要視されており、高熱例ではテトラサイクリンとニューキノロンの併用療法を行うべきだと提唱されている。

## 予防
ワクチンは作られていないため、予防にはマダニによる刺咬を避けることが最も重要である。マダニの生息する森林や山地に入ることを極力避けること、もし入るときは刺咬を避けるため、肌をできるだけ露出しない衣服を着用し、高濃度ディートを露出した肌に塗布することが推奨される。

もしマダニに吸着された場合、ダニを潰して殺そうとすると、虫体内のリケッチアを注入することになるため、絶対避けること。また、ダニを無理に引きはがそうとすると、頭だけがちぎれて皮膚に残ることもあるため、取り除く際には注意が必要である。
マダニとの接触機会を低減する為、人が居住する住宅地と耕作地にダニを運搬する野生動物が入らない様に柵によって仕切ることで、感染者数の減少に成功した事例報告がある。

## 法的措置
1999年、感染症の予防及び感染症の患者に対する医療に関する法律の制定に伴って、日本紅斑熱は四類感染症に指定された。